# 2865 Laurel
2865 Laurel је астероид главног астероидног појаса са пречником од приближно 14,73 .
Афел астероида је на удаљености од 2,744 астрономских јединица (АЈ) од Сунца, а перихел на 2,376 АЈ.
Ексцентрицитет орбите износи 0,071, инклинација (нагиб) орбите у односу на раван еклиптике 14,303 степени, а орбитални период износи 1496,333 дана (4,096 године).
Апсолутна магнитуда астероида је 11,40 а геометријски албедо 0,224.
Астероид је откривен 31. јула 1935. године.